# Chen Tianxiang
Chen Tianxiang (chinesisch 陈天祥, Pinyin Chén Tiānxiáng, W.-G. Chen Tien Hsiang, * 1944) ist ein chinesischer Badmintonspieler. 

## Karriere
Chen Tianxiang gewann bei den Asienspielen 1974 Bronze im Herrendoppel mit Tang Xianhu. Mit dem Herrenteam gewann er bei derselben Veranstaltung Mannschaftsgold, wobei man im Finale den späteren Dauerrivalen Indonesien bezwingen konnte.